# Ptinus exulans
Ptinus exulans là một loài bọ cánh cứng thuộc chi Ptinus trong họ Ptinidae.